# Henrik Köncke
Henrik Köncke (* 19. September 1990 in Hamburg) ist ein deutscher Sportfunktionär. Er ist seit Juni 2025 Präsident des Hamburger Sport-Vereins e. V.

## Leben und Beruf
Henrik Köncke stammt aus Hamburg. Beruflich ist er als Director Global Terminal Procurement beim Logistikunternehmen Hapag-Lloyd tätig. Er war über viele Jahre in der aktiven Fanszene des Hamburger SV engagiert und galt als führende Figur in der Ultra-Gruppierung Poptown, bei der er zeitweise Vorsänger war.

## Engagement im Hamburger SV
Im Jahr 2023 wurde Köncke in den Aufsichtsrat der HSV Fußball AG gewählt.
Am 21. Juni 2025 wurde Köncke bei der Mitgliederversammlung des HSV e. V. im ersten Wahlgang mit rund 65,7 % der Stimmen zum Präsidenten gewählt und setzte sich damit bei einer Wahlbeteiligung von knapp einen Prozent gegen seine Mitbewerber Kai Esselsgroth (29,06 %) und Frank Ockens (5,22 %) durch.